# The Rock Show
The Rock Show är den första singeln från skivan Take Off Your Pants and Jacket, gjord av det amerikanska punkrockbandet Blink 182.
Bandet fick $500.000 USD från sitt produktionsbolag för att spela in en musikvideo själva. De kör då runt i sin van och hittar på följande:
- Ger en hemlös man en klippning och en ny kostym och går sedan in på en strippklubb.
- Travis slår sönder en TV för en man och betalar sedan för den.
- Kasta pengar från ett hustak.
- Köper bilar och kör sönder dem, bandet betalar även några byggarbetare för att släppa ner bilen från en kran som sedan Mark backar in i med bandets van.
- Betalar två äldre damer för att raka huvudet.
- Köper fåglar som de sedan släpper ut precis utanför djuraffären.
- Ger bort gratisprodukter till skejtare, vissa är även med i videon och skejtar.
- Betalar strippor för att klippa en mans gräsmatta och tvätta hans bil.